# Stefan Gieren
Stefan Gieren ist ein deutscher Filmemacher.

## Leben
Er ist Mitbegründer zweier Bildungsfernsehsender in Afghanistan.

## Auszeichnungen
Er wurde zweimal mit dem Studentenoscar ausgezeichnet
- 2011 für Raju zusammen mit Max Zähle in der Kategorie Bester Kurzfilm[2] Raju war der Abschlussfilm seines Masterstudiums Filmproduktion an der Hamburg Media School.[3]
- 2016 für den Animationsfilm Ayny[4].
- 2019 erhielt er die Lola in Gold für den besten mittellangen Film mit dem Film Fortschritt im Tal der Ahnungslosen.[5]

## Filmographie (Auswahl)
- 2011: Raju (Kurzfilm, Produzent) – Studentenoscar 2011, Oscarnominierung 2012[2]
- 2015: 3 Postcards (Dokumentar-Kurzfilm, Regie und Produzent) – Short Tiger Award 2016[6]
- 2016: Toz Bezi (Spielfilm, Produzent) – Berlinale Forum 2016[7]
- 2016: Ayny (Animations-Kurzfilm, Produzent) – Student Academy Award 2016[8]
- 2017: Tian – Das Geheimnis der Schmuckstraße (Spielfilm, Produzent, Autor)[9]
- 2017: Tshweesh (Kurzfilm, Produzent) – Locarno 2017[10]
- 2018: Whatever Happens Next (Spielfilm, Produzent)- Berlinale Perspektive 2018[11][12]
- 2018: Kardesler (Spielfilm, Produzent) – Karlovy Vary Official Competition 2018[13][14]
- 2019: Fortschritt im Tal der Ahnungslosen (Dokumentarfilm, Produzent) – Berlinale Forum 2019, Deutscher Kurzfilmpreis – Sonderpreis 2019[15][16]